# Charles Tate Regan
Charles Tate Regan FRS (Sherborne, Dorset, 1 de febrer del 1878 – 12 de gener del 1943) fou un ictiòleg britànic actiu principalment a partir dels tombant dels segles xix i xx.

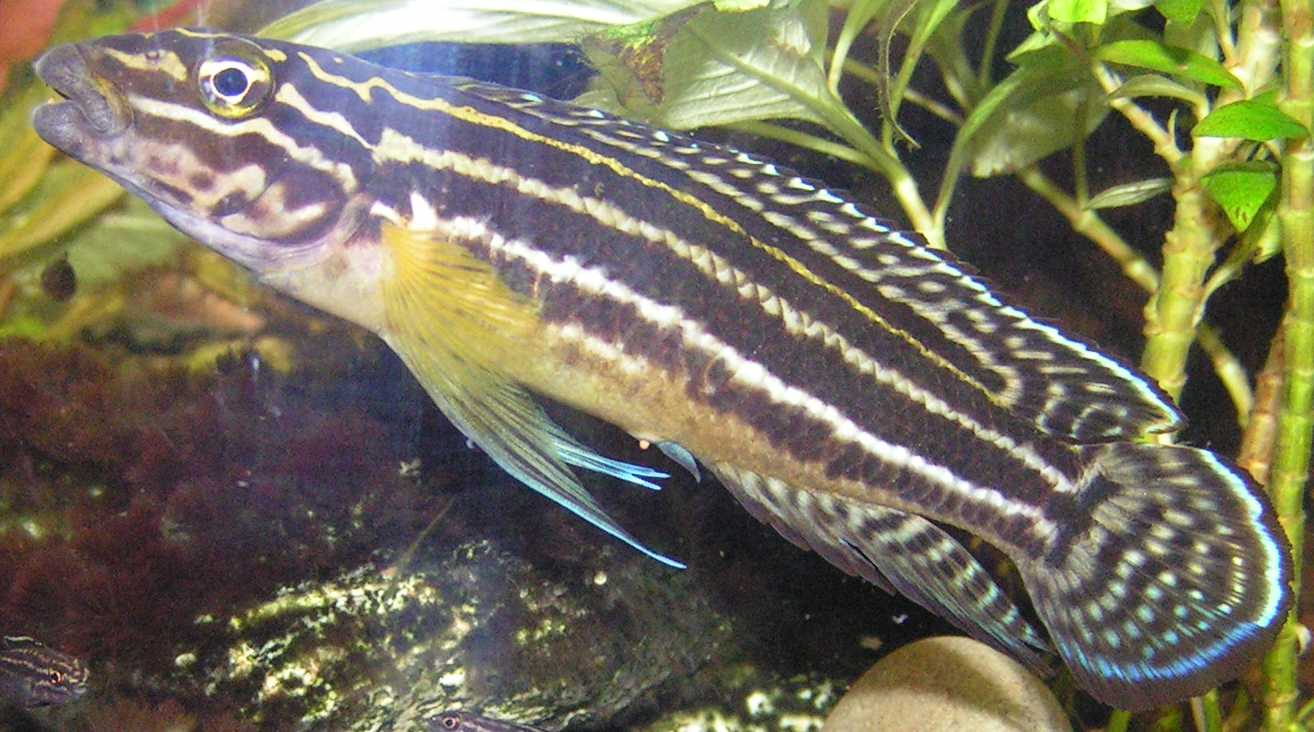
Exemplar de Julidochromis regani espècia denominada en honor de Charles Regan

Treballà extensament en claus de classificació de peixos. Educat a l'escola Derby School i al Queens' College a Cambridge i el 1901 s'incorporà a la plantilla del Museu d'Història Natural, on esdevingué conservador del departament de Zoologia, i més tard director del museu sencer, plaça que ocupà del 1927 a 1938. Regan Fou escollit Fellow de la Royal Society el 1917. Regan fou el mentor d'un grapat de científics, entre ells Ethelwynn Trewavas, que continuà la seva feina al Museu d'Història Natural britànic.
Entre les espècies que descrigué hi ha Betta splendens. Nogensmenys, un bon nombre d'espècies de peixos han rebut el nom específic «regani» en el seu honor:
- Anadoras regani
- Apistogramma regani
- Apogon regani
- Astroblepus regani
- Callionymus regani
- Cetostoma regani
- Crenicichla regani
- Diaphus regani
- Engyprosopon regani
- Gambusia regani
- Hemipsilichthys regani
- Holohalaelurus regani
- Hoplichthys regani
- Hypostomus regani
- Julidochromis regani
- Lycozoarces regani
- Neosalanx regani
- Salvelinus inframundus
- Symphurus regani
- Trichomycterus regani
- Tylochromis regani
- Vieja regani
- Zebrias regani